# 水管工不打領帶
《水管工不打領帶》（英語：Plumbers Don't Wear Ties）是由Kirin Entertainment遊戲公司開發、於1994年在3DO主機平台上推出的電子遊戲。
此為由真人演出、帶有情色成份，以及穿插裸體圖片的冒險遊戲，並有邀請在女子摔角節目《Gorgeous Ladies of Wrestling》的摔角手珍妮·貝森（Jeanne Basone）擔任遊戲女主角。
2021年，有游戏公司宣布将《水管工不打領帶》移植到PC、PS4、PS5和任天堂Switch平台。

## 劇情內容
作品在開頭中有採用全動態影像方法錄製的影片，之後在過程中則改穿插由影片所剪輯、類似幻燈片效果的靜態圖片作為遊戲場景。
劇情上描述著約翰（John）及珍（Jane）是一對皆為單身身份的男女。某一天約翰在停車場裡，碰巧遇見前來尋求新職務的珍，之後他們雖是初次碰面但對彼此留下深刻印象。
之後珍在面試時，遭遇面試主管提出需在他面前脫衣解帶才可獲取職務的為難要求，而在此時遊戲會開始進行一連串互動式選單，看玩家是否能挑選出最佳的抉擇將故事裡的約翰及珍撮合成一對。

## 反應
| 媒体     | 得分   |
| -------- | ------ |
| GameSpot | 2.1/10 |
| IGN      | 0.6/10 |

### 評價
在作品評論方面，《水管工不打領帶》則獲得幾乎一面倒的負面批評。一些遊戲評論網站諸如Defunct games表示「非常難決定遊戲裡的畫面、音樂、或是操控方法哪個才是最爛的部份。」AllGame則回應著「只能說這款與其說是遊戲、不如說是幻燈片模式的相片集。」以及「原本購買此遊戲希望能一飽眼福的消費者，在實際看過裡頭沒啥養眼的圖片鐵定非常失望。」而UGO Networks網站評析的結論為「如果你有足夠的耐心，請自行確認這是一款電子遊戲史上最爛的內容、還是後現代時期的曠世傑作。」
雜誌刊物方面英國的《PC Format》在1994年發行的期刊裡，僅給予此作品滿分中4分的成績。另《PC Gamer》更僅給予3分的評價而美國的《VideoGames & Computer Entertainment》遊戲雜誌評論「不是在遊戲裡放了幾張裸照就能挽救這片是爛作的實情。」
而書籍《Video Game Bible》則提及「雖然遊戲中某幾個選項會帶來一些幽默的橋段，但仍掩蓋不了這是一款劣作的結果。」

### 列名項目
- 《PC Gamer》雜誌：絕對別買的電子遊戲清單第1名（2007年）[14]
- 1UP.com遊戲網站：第6回最爛遊戲封面設計作品之一[9]
- UGO Networks娛樂媒體網站：102款最差電子遊戲第27名（2010年）[15]
- 平面媒體《世紀報》：史上100款最爛電子遊戲第4名（2011年）[16]

## 外部連結
- 互联网电影数据库（IMDb）上《水管工不打領帶》的资料（英文）